# Un monsieur qui a brûlé une dame
Un monsieur qui a brûlé une dame est une comédie-vaudeville en un acte d'Eugène Labiche, représentée pour la première fois à Paris au Théâtre du Palais-Royal le 29 novembre 1856.
- Collaborateur Anicet-Bourgeois.
- Editions Michel Lévy frères.

## Distribution
| Acteurs et actrices ayant créé les rôles |                   |
| Personnage                               | Acteur ou actrice |
| Mistral                                  | Luguet            |
| Loiseau                                  | Brasseur          |
| Bourguillon                              | Grassot           |
| Blancminet                               | Amant             |
| Antoine                                  | M. Lacroix        |
| Un postillon                             | M. Masson         |